# Château de Vinsebeck
Le château de Vinsebeck (allemand : Schloss Vinsebeck) est un château entouré d'eau situé en Allemagne à Vinsebeck, village de Rhénanie-du-Nord-Westphalie dépendant de la municipalité de Steinheim. Le château a été bâti en 1720 par Justus Wehmer en style baroque tardif avec des éléments nettement classiques.

## Historique

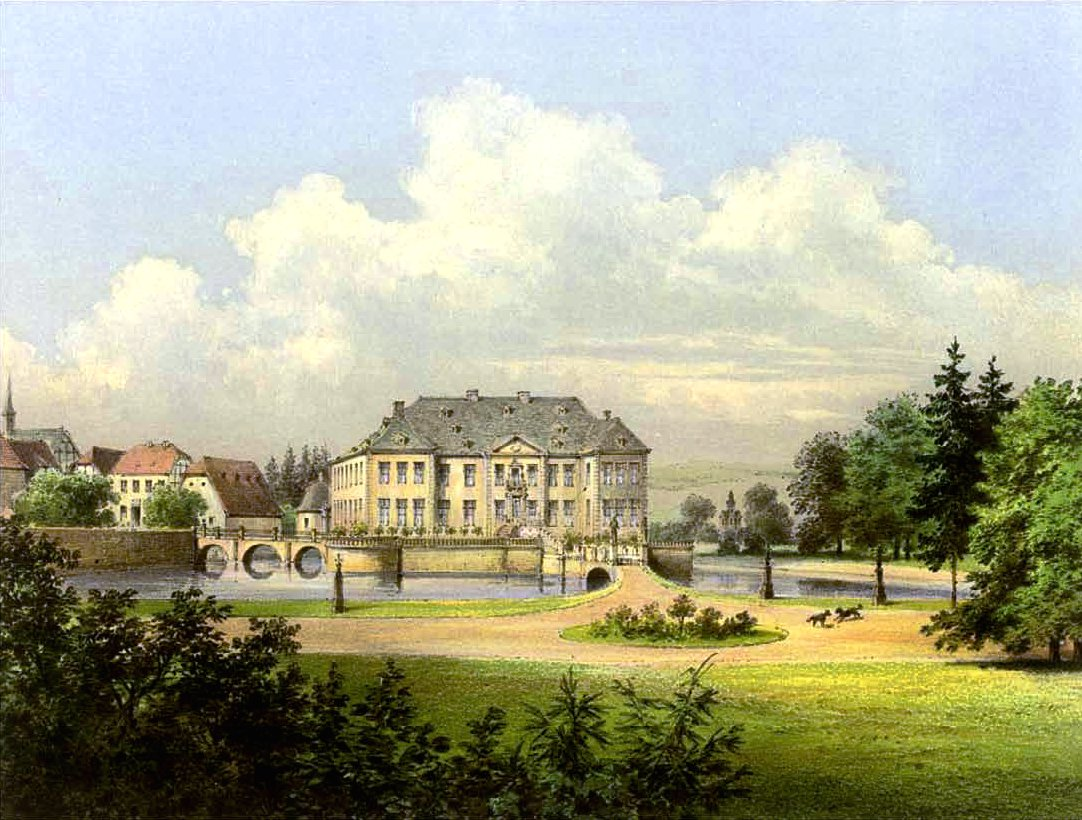
Vue du château vers 1860 (collection Duncker).

Le château est construit en 1720 pour le drossart (ou sénéchal de l'archevêque) Johann Friedrich Ignaz von der Lippe et ses trois frères, Ferdinand Ernst Adam, Adolph Franz Friedrich et Mauritz Lothar, tous chanoines laïcs de la cathédrale de Paderborn, afin d'en faire une résidence d'été.
Le baron Moritz Anton von der Lippe meurt en 1767 et avec lui la descendance mâle de la lignée de Vinsebeck de la famille von der Lippe. Le château passe donc à sa sœur Theresia, épouse de Hermann Werner von der Asseburg, puis la fille de celle-ci, Antoinette, épouse du comte Johann Ignatz von Wolff-Metternich. Différentes lignes de la famille se disputent l'héritage ensuite. Aujourd'hui le château est la propriété du comte Simeon von Wolff-Metternich. Propriété privée, il ne se visite pas.

## Description
Le château repose sur un îlot quadrilatère de 17 mètres de largeur entouré de douves. On accède à la cour d'honneur en forme de terrasse par un pont. Le château est entouré d'un jardin orné de statues et d'un bassin de Neptune. Il est en partie dessiné selon le goût baroque.
L'intérieur est remarquable avec notamment son salon italien, son salon dit de Driburg, son salon vert, son salon maure et sa chambre chinoise. L'intérieur est décoré de stucs et de tentures peintes.
Le château a servi de décor au film Der tolle Bomberg de Rolf Thiele en 1957 et au film Griseldis de Peter Beauvais en 1973.

## Source de la traduction
- (de) Cet article est partiellement ou en totalité issu de l’article de Wikipédia en allemand intitulé « Schloss Vinsebeck » (voir la liste des auteurs).